# مشاريع تجارية صغيرة
المشاريع التجارية الصغيرة هي المشاريع السائدة في الحياة التجارية. فباعة المفرق يشكلون قوة كبيرة تقوم بوجه المخازن الكبيرة على اختلاف أنواعها، وهم يتعاطون مبيع الأغذية والمشروبات والتبغ والملابس. وتمتاز هذه المشاريع بإن زبائئها محليون، ويكاد لا يكون فيها أجراء. فيكتفي البائع بأدوات بسيطة ومبيعات قليلة، وينتج عن قلة المبيع قلة الأصناف المعروضة للبيع وقلة البضائع المدخرة، وزيادة في التكاليف توثر على الأسعار.
ولقد كثرت المتاجر الصغيرة منذ الحرب العالمية الأولى حتى بلغت نسبتها متجراً لكل 45 شخصاً في فرنسا و76 في إنجلترا و 90 في ميلانو و99 في هامبورغ. ويعود أسباب كثرتها إلى : -
1. عدم تطلب الحرفة مؤهلات فنية أو رأس مال قدرة الفرد العادي.
2. حب الاستقلال الذي هو حلم كل عامل، ولو ربح أقل من أجرته كعامل.
3. إن الحكومة تمتح أصحاب المتاجر الصغيرة مزايا مالية، فيخضعون لأسلوب الضريية المقطوعة في ضريية الدخل، بينما تخضع المشاريع الرأسمالية لضرائب خاصة، كما أن الحكومات منعت - في بعض البلدان - افتتاح مخازن كبيرة جديدة.